# الجبهة الشعبية لتحرير البحرين
الجبهة الشعبية لتحرير البحرين هو حزب سياسي سري في البحرين تعود أصوله إلى حركة القوميين العرب. اتجهت تعاملات أعضائها نحو الاتجاه الماركسي اليساري داخل حركة القوميين العرب. تم إنشاؤه بعد إنشاء الجبهة الشعبية لتحرير الخليج العربي المحتل حيث انفصلت الجبهة مكونة منظمتين منفصلتين باسم الجبهة الشعبية لتحرير عمان والجبهة الشعبية لتحرير البحرين. شارك عدد من أعضاء الجبهة الشعبية لتحرير البحرين في ثورة ظفار في عمان.
في عام 2000 أنشأ أعضاء الجبهة الشعبية لتحرير البحرين جمعية العمل الوطني الديمقراطي (وعد) المنظمة السياسية الأولى على الإطلاق المرخصة رسميا في أي من الدول العربية في الخليج العربي. تم استبدال الجبهة الشعبية لتحرير البحرين بوعد.